# Dipsas gaigeae
Espèce
Statut de conservation UICN

 LC  : Préoccupation mineure
Synonymes
- Sibynomorphus gaigeae Oliver, 1937

Dipsas gaigeae  est une espèce de serpents de la famille des Dipsadidae.

## Répartition
Cette espèce est endémique du Mexique. Elle se rencontre au Colima et au Jalisco.

## Description
L'holotype de Dipsas gaigeae mesure 287 mm dont 69 mm pour la queue. Cette espèce présente un motif composé d'anneaux noirs sur fond blanc, 10 sur le corps et 5 sur la queue.

## Étymologie
Cette espèce est nommée en l'honneur de Helen Beulah Thompson Gaige.

## Publication originale
- Oliver, 1937 : Notes on a collection of amphibians and reptiles from the State of Colima, Mexico. Occasional Papers of the Museum of Zoology, University of Michigan, no 360, p. 1-28 (texte intégral).